# Yadosagashi
Yadosagashi (やどさがし?) es un cortometraje escrito, dirigido y producido por Hayao Miyazaki para Studio Ghibli. Se estrenó originalmente el 3 de enero de 2006 y se muestra solo en el Teatro Saturno del Museo Ghibli en Mitaka, Japón. El corto es de 12 minutos. 

## Historia
Fuki sale de buen humor con una gran mochila en un viaje para buscar una nueva casa. En su camino, Fuki se encuentra y se hace amigo de numerosas manifestaciones del mundo natural, desde peces hasta insectos y un kami que se parecía a Totoro. Todos los efectos de sonido en esta película fueron hechos por voz humana. Este cortometraje contiene poco o nada de japonés hablado, y la historia se transmite casi por completo a través del arte y los efectos de sonido. El sonido también se representa en la pantalla como escritura animada. La historia original y el guion fueron escritos por Hayao Miyazaki.